# Raymond Ablack
Raymond Ablack, né le 12 novembre 1989 à Toronto, est un acteur canadien.

## Biographie
Sa sœur Rebecca Ablack, également actrice, et lui sont d'ascendance indo-guyanienne. Alors qu'il a dix ans, il souhaite passer une audition pour la comédie musicale Le Roi Lion, où il décroche un rôle.
Il est engagé pour jouer dans la série d'adolescents Degrassi : La Nouvelle Génération à partir de sa septième saison en 2007, et reste dans la série jusqu'en 2011,.
Il obtient ensuite un rôle dans la série Orphan Black puis dans la série Shadowhunters, qui lui permettent de se renouveler et de montrer son potentiel. Après l'avoir engagé pour un petit rôle dans Narcos, la plate-forme Netflix lui offre des rôles plus importants dans des séries qu'elle produit, Ginny & Georgia et Maid.

## Filmographie

### Cinéma
- 2013 : Fondi '91, avec Mylène St-Sauveur : Anil
- 2015 : Beeba Boys de Deepa Mehta : un gangster
- 2017 : Ashes : Jay
- 2018 : Acquainted : Alex
- 2019 : L'Arnaqueuse (Buffaloed) de Tanya Wexler : Prakash

### Télévision
- 2007-2011 : Degrassi : La Nouvelle Génération : Sav Bhandari
- 2009 : Derek : Kevin (un épisode)
- 2009 : Un bébé devant ma porte : un commerçant
- 2011 : Indie à tout prix (un épisode)
- 2013-2016 : Orphan Black : Raj Singh
- 2014-2017 : Teenagers : Gabriel
- 2015 : Defiance : Samir
- 2016 : Degrassi : La Nouvelle Promo : Sav Bhandari (deux épisodes)
- 2016 : Annedroids : Dave (un épisode)
- 2016-2018 : Shadowhunters : Raj
- 2017 : Ransom : Piers Allard
- 2018: un Soupçon de Magie : Brice
- 2017 : Narcos : Stoddard
- 2019 : Seule contre tous : Sunil Doshi
- 2020 : Nurses : Kabir Pavan
- depuis 2021 : Ginny & Georgia : Joe
- 2021 : Maid : Nate
- 2023 : Workin' Moms : Ram